# Sanzō Wada
Pour les articles homonymes, voir Wada.
Sanzō Wada (和田 三造, Wada Sanzō, né le 3 mars 1883, mort le 22 août 1967) est un costumier et peintre japonais.
Diplômé de l'université des arts de Tokyo, il a étudié en Europe entre 1907 et 1915.
Il a remporté l'Oscar de la meilleure création de costumes en 1955 pour le film La Porte de l'enfer de Teinosuke Kinugasa.